# Josef Koláček

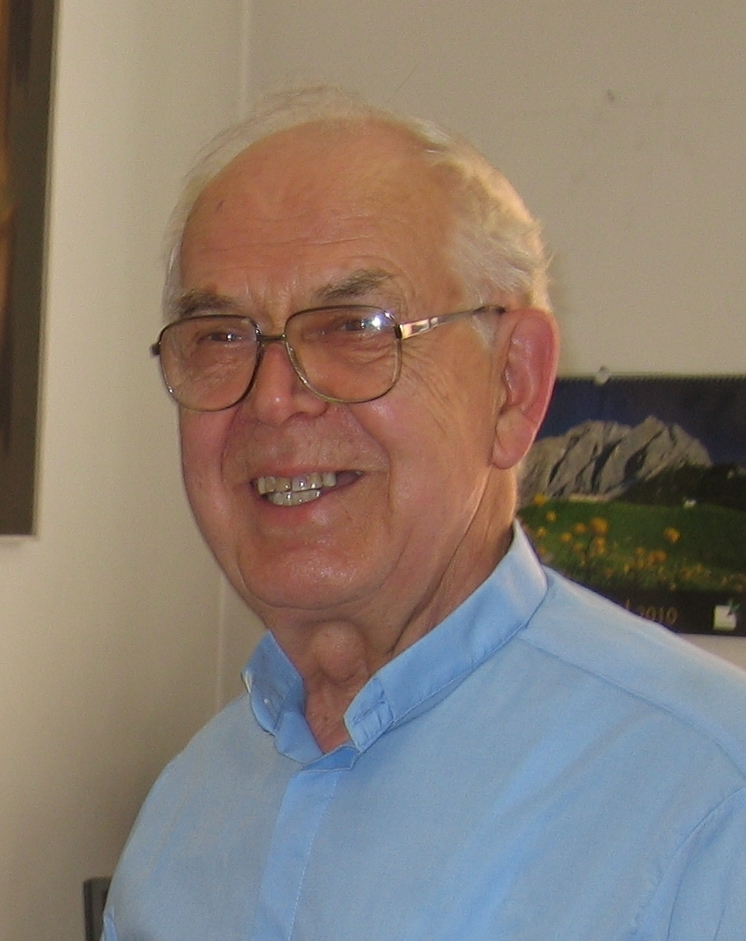
Josef Koláček

Josef Koláček SJ (* 1. September 1929 in Bystrc (deutsch Bisterz) bei Brünn, Tschechoslowakei; † 10. September 2019 in Rom) war ein tschechischer Jesuit und Journalist. Von 1971 bis 2001 war er Leiter der tschechischen Abteilung des Radio Vatikan.

## Leben
Josef Koláček, der einem katholischen Elternhaus entstammte, trat nach dem Abitur als Novize in den Jesuitenorden ein. Nachdem die Kommunistische Partei mit dem Februarumsturz 1948 die Macht in der Tschechoslowakei übernommen hatte, wurde Josef Koláček 1950 zusammen mit weiteren Ordensangehörigen festgenommen und im Rahmen der Aktion K in den Konzentrationsklöstern Bohosudov (Mariaschein) und Osek (Ossegg) interniert; später musste er den Militärdienst ableisten. Nach der Freilassung musste er von 1954 bis 1968 als Hilfsarbeiter in der Waffenfabrik Zbrojovka Brno in Brünn arbeiten. Da er Priester werden wollte, studierte er daneben heimlich Katholische Theologie und Philosophie. Noch vor dem Prager Frühling wurde er am 23. Januar 1968 heimlich zum Priester geweiht. Während der politischen Erleichterungen durch den Prager Frühling setzte er sein Studium an der Universität Innsbruck fort.
Da eine Rückkehr in die Tschechoslowakei nicht möglich war, wurde er 1970 von seinem Orden nach Rom entsandt, wo er als Redakteur der tschechischen Abteilung des Radio Vatikan eingesetzt wurde. Von 1971 bis 2001 war er deren Leiter. Daneben verfasste er zahlreiche Jesuiten-Biographien und -Bücher sowie theologische Aufsätze.
Josef Koláček starb am 20. September 2019 in Rom und wurde am Friedhof Campo Verano beigesetzt.

## Werke (Auswahl)
- Martin Středa SJ: obránce Brna, Olomouc 2009
- Dějiny Těšínské rezidence Tovaryšstva Ježíšova a gymnázia: annales Teschinenses, Praha 2009
- Zrození pro nebe, Refugium Velehrad-Roma, 2002
- 200 let jezuitů v Brně, Refugium Velehrad-Roma, 2002
- Samuel z Trutnova: Samuel Fritz S.J., Refugium Velehrad-Roma, 2000
- Václav Kolowrat, Refugium Velehrad-Roma, 2000
- Magister Nhiem (Thâȳ Nhiêm), Refugium Velehrad-Roma, 1999
- První z Čech, Refugium Velehrad-Roma, 1999
- Čínské epištoly, Refugium Velehrad-Roma, 1999
- Jezuité na Svaté Hoře, Refugium Velehrad-Roma, 1999
- Otce jsem nepoznala, Řím, Křesťanská Akademie, 1981